# Тениско првенство Лос Анђелеса за жене 2007 — појединачно
Лос Анђелес опен у свом тридесетчетвртом издању одржан је под називом „East West Bank Classic presented by Herbalife“ у периоду од 6. августа до 12. августа. Турнир је друге категорије. Игра се на отвореном на теренима са тврдом подлогом. Наградни фонд је 600.000 долара. Учествије 56 играчица из 20 земаља.
Титулу освојену прошле године брани Јелена Дементјава из Русије.
Победница турнира је српска тенисерка Ана Ивановић, која је у филану победила Нађу Петрову из Русије резултато 2:0 (7-5, 6-2)
Слисак носилаца:
| 1. Марија Шарапова Русија(2) 2. Јелена Јанковић Србија (3) 3 Ана Ивановић Србија (5) 4. Нађа Петрова Русија (9) 5. Данијела Хантухова Словачка(10) 6. Марион Бартоли Француска (12) 7. Мартина Хингис Швајцарска (13) 8. Динара Сафина Русија (14) |  | 9. Јелена Дементјева Русија (15) 10. Шахар Пер Израел (18) 11. Татјана Головин Француска(19) 12. Ли На Сједињене Државе (20) 13. Сибила Бамер Аустрија (21) 14. Аљона Бондаренко Украјина (22) 15. Катарина Среботник Словенија (23) 16. Луција Шафарова Чешка (24) |

- Број у загради означава пласман на АТП листи 16. јула 2007.

## Резултати

### Прво коло
6. август, 7. август
| бр. меча | 1. играч                            | Резултат         | 2. играч                             |
| 1.       | Марија Шарапова (1) Русија          | -                | слободна                             |
| 2.       | Елени Данилиду Грчка                | 6-3, 6-1         | Арван Резе Француска                 |
| 3.       | Северин Бремон Француска            | 3-6, 1-6         | Михаела Крајчик Холандија            |
| 4.       | Јулијана Федак Украјина (КВ)        | 1-6, 6-2, 6-3    | Аљона Бондаренко Украјина (14)       |
| 5.       | Јелена Дементјева Русија (9)        | 6-3, 6-1         | Екатерина Макарова Русија            |
| 6.       | Флавија Пенета Италија              | 1-6, 3-6         | Медисон Брангл Сједињене Државе (ВК) |
| 7.       | Аља Кудрјавцева Русија              | 5-7, 3-6         | Џил Крејбас Сједињене Државе         |
| 8.       | слободна                            | -                | Данијела Хантухова Словачка(5)       |
| 9        | Нађа Петрова Русија (4)             | -                | слободна                             |
| 10.      | Алиша Молик Аустралија              | 2-6, 4-6         | Лилија Остерло Сједињене Државе (КВ) |
| 11.      | Анастасија Родионова Русија         | 1-6, 6-7(3)      | Мара Сантанђело Италија              |
| 12.      | Бетани Матек Сједињене Државе       | 4-6, 5-7         | Катарина Среботник Словенија (15)    |
| 13.      | Шахар Пер Израел (10)               | 6-2, 6-3         | Доминика Цибулкова Словачка          |
| 14.      | Виржини Разано Француска            | 6-4, 7-5         | Ци Јен Кина                          |
| 15.      | Сања Мирза Индија                   | 6-3, 6-2         | Александра Вознијак Канада           |
| 16.      | слободна                            | -                | Мартина Хингис Швајцарска (7)        |
| 17.      | Марион Бартоли Француска (6)        | -                | слободна                             |
| 18.      | Марија Кириленко Русија             | 7-6(8), 6-3      | Јелена Бовина Русија                 |
| 19.      | Тен Тјен Сун Кина                   | 5-7, 4-6         | Жизела Дулко Аргентина               |
| 20.      | Тамарин Тунасугарн Тајланд          | 7-5, 0-0 предаја | Татјана Головин Француска (11)       |
| 21.      | Луција Шафарова Чешка (16)          | 7-5, 6-2         | Олга Пучкова Русија                  |
| 22.      | Камиј Пан Француска                 | 7-5, 3-6, 3-6    | Ај Сугијама Јапан                    |
| 23.      | Џамаја Џексон Сједињене Државе (ВК) | 4-6, 1-6         | Ешли Харклроуд Сједињене Државе (КВ) |
| 24.      | слободна                            | -                | Ана Ивановић Србија (3) (ВК)         |
| 25.      | Динара Сафина Русија (8)            | -                | слободна                             |
| 26.      | Катарина Бондаренко Украјина        | 7-5, 6-1         | Ангелика Кербер Немачка              |
| 27.      | Вања Кинг Сједињене Државе          | 2-6, 4-6         | Меган Шонеси Сједињене Државе        |
| 28.      | Викторија Азаренка Белорусија       | 6-3, 6-3         | Алберта Бријанти Италија             |
| 29.      | Сибила Бамер Аустрија (13)          | 6-4, 6-2         | Лора Гранвил Сједињене Државе        |
| 30.      | Јулија Вакуленко Украјина           | 0-6, 2-6         | Олга Говорцова Белорусија            |
| 31.      | Јарослава Шведова Русија            | 3-6, 4-6         | Суа Пенг Кина                        |
| 32.      | слободна                            | -                | Јелена Јанковић (2) Србија           |

Број у загради иза имена је број носиоца,
КВ - из квалификација
ВК - Wild Card

## Друго коло
7. август 8. август
| бр. меча | 1. играч                             | Резултат          | 2. играч                             |
| 1.       | Марија Шарапова (1) Русија           | 6-3, 3-1, предаја | Елени Данилиду Грчка                 |
| 2.       | Михаела Крајчик Холандија            | 6-4, 6-3          | Јулијана Федак Украјина (КВ)         |
| 3.       | Јелена Дементјева Русија (9)         | 6-2, 6-0          | Медисон Брангл Сједињене Државе (ВК) |
| 4.       | Џил Крејбас Сједињене Државе         | 3-6. 6-7(5)       | Данијела Хантухова Словачка(5)       |
| 5.       | Нађа Петрова Русија (4)              | 7-5, 6-3          | Лилија Остерло Сједињене Државе (КВ) |
| 6.       | Мара Сантанђело Италија              | 0-5 предаја       | Катарина Среботник Словенија (15)    |
| 7.       | Шахар Пер Израел (10)                | 1-6, 6-4, 7-6(6)  | Виржини Разано Француска             |
| 8.       | Сања Мирза Индија                    | 6-2, 2-6, 6-4     | Мартина Хингис Швајцарска (7)        |
| 9        | Марион Бартоли Француска (6)         | 6-7(2), 3-6       | Марија Кириленко Русија              |
| 10.      | Жизела Дулко Аргентина               | 6-1, 6-3          | Тамарин Тунасугарн Тајланд           |
| 11.      | Луција Шафарова Чешка (16)           | 6-3, 6-4          | Ај Сугијама Јапан                    |
| 12.      | Ешли Харклроуд Сједињене Државе (КВ) | 4-6, 2-6          | Ана Ивановић Србија (5) (ВК)         |
| 13.      | Динара Сафина Русија (8)             | 2-6, 5-7          | Катарина Бондаренко Украјина         |
| 14.      | Меган Шонеси Сједињене Државе        | 2-6, 3-6          | Викторија Азаренка Белорусија        |
| 15.      | Сибила Бамер Аустрија (13)           | 6-2, 6-1          | Олга Говорцова Белорусија            |
| 16.      | Суа Пенг Кина                        | 1-6, 1-6          | Јелена Јанковић (2) Србија           |

## Треће коло
9. август
| бр. меча | 1. играч                     | Резултат            | 2. играч                          |
| 1.       | Марија Шарапова (1) Русија   | 6-7(4), 7-6(3), 6-4 | Михаела Крајчик Холандија         |
| 2.       | Јелена Дементјева Русија (9) | 6-3, 4-1 предаја    | Данијела Хантухова Словачка(5)    |
| 3.       | Нађа Петрова Русија (4)      | 6-1, 6-2            | Катарина Среботник Словенија (15) |
| 4.       | Виржини Разано Француска     | 6-1, 7-6(6)         | Сања Мирза Индија                 |
| 5.       | Марија Кириленко Русија      | 6-3, 6-4            | Жизела Дулко Аргентина            |
| 6.       | Луција Шафарова Чешка (16)   | 2-6, 2-6            | Ана Ивановић Србија (5) (ВК)      |
| 7.       | Катарина Бондаренко Украјина | 1-6, 2-6            | Викторија Азаренка Белорусија     |
| 8.       | Сибила Бамер Аустрија        | 2-6, 1-6            | Јелена Јанковић (2) Србија        |

## Четвртфинале
10. август
| бр. меча | 1. играч                      | Резултат      | 2. играч                     |
| 1.       | Марија Шарапова (1) Русија    | 6-3, 6-4      | Јелена Дементјева Русија (9) |
| 2.       | Нађа Петрова Русија (4)       | 6-7, 6-4, 6-1 | Виржини Разано Француска     |
| 3.       | Марија Кириленко Русија       | 4-6, 4-6      | Ана Ивановић Србија (5) (ВК) |
| 4.       | Викторија Азаренка Белорусија | 4-6, 6-7, 2-6 | Јелена Јанковић (2) Србија   |

## Полуфинале
11. август
| бр. меча | 1. играч                     | Резултат      | 2. играч                   |
| 1.       | Марија Шарапова (1) Русија   | предаја       | Нађа Петрова Русија (4)    |
| 2.       | Ана Ивановић Србија (5) (ВК) | 4-6, 6-3, 7-5 | Јелена Јанковић (2) Србија |

## Финале
12. август
| бр. меча | 1. играч                | Резултат | 2. играч                     |
| 1.       | Нађа Петрова Русија (4) | 5-7, 2-6 | Ана Ивановић Србија (5) (ВК) |